# Karl Hoffacker

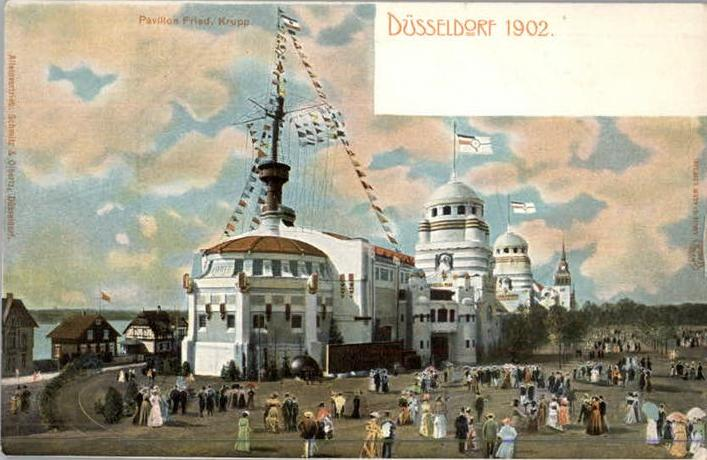
Krupp-paviljong på Gewerbe- und Industrie-Ausstellung i Düsseldorf 1902

Karl Hoffacker, född den 1 juli 1856 i Darmstadt, död den 26 maj 1919, var en tysk arkitekt och dekorationsmålare.
Hoffacker studerade i Berlin, hade flera lärarbefattningar, innan han 1901 blev direktör för Kunstgewerbeschule i Karlsruhe och för stadens konstindustriella museum. Han blev 1895 redaktör för "Kunstgewerbeblatt". Som arkitekt lämnade han ritningar till Konstnärshuset i Berlin (1898). Han anordnade den tyska avdelningen vid flera världsutställningar, bland annat i Melbourne 1889, Chicago 1893 och Paris 1900. För Berliner Gewerbeausstellung 1896 ritade han "Alt-Berlin" som lär ha inspirerat arkitekt Fredrik Lilljekvist  till miniatyrstaden Gamla Stockholm på Allmänna konst- och industriutställningen 1897 i Stockholm.